# Lão Thượng thiền vu
Lão Thượng thiền vu (tiếng Trung: 老上單于; bính âm: Lǎoshàng Chányú, trị vì 174–160 TCN), danh là Kê Chúc (稽粥), là một thiền vu của Hung Nô, người kế vị Mặc Đốn thiền vu (冒頓單于). Dưới thời ông trị vì, sức mạnh của đế quốc Hung Nô được mở rộng; Nguyệt Chi bị đánh bại, và Hung Nô giành được quyền kiểm soát hành lang Hà Tây.
Năm 162 TCN, dưới thời Lão Thượng thiền vu, Hung Nô đánh bại Nguyệt Chi lần thứ tư. Sau thất bại này, phần lớn tộc Nguyệt Chi (Đại Nguyệt Chi) đã chạy về tây bắc và định cư tại khu vực sông Y Lê, trong khi một nhóm nhỏ hơn (Tiểu Nguyệt Chi) đã vượt qua các dãy núi phương nam và định cư bên cạnh tộc Khương.
Sử ký Tư Mã Thiên quyển 110 viết rằng:
後頃之，冒頓死，子稽粥立，號曰老上單于。 老上稽粥單于初立，孝文皇帝複遣宗室女公主為單于閼氏，使宦者燕人中行說傅公主。 ("Ngay sau đó, Mặc Đốn chết và con trai là Kê Chúc lên ngôi, hiệu là Lão Thượng thiền vu. Khi Kê Chúc mới lên ngôi Thiền vu [174 TCN], Hiếu Văn hoàng đế đã cử một công chúa trong tôn thất sang làm yên chi, và sai một hoạn quan người đất Yên là Trung Hành Duyệt đi theo giúp rập.)